# Jean-Paul Tony Helissey
Jean-Paul Tony Helissey (Pointe-à-Pitre, 1990. március 28. –) olimpiai ezüstérmes francia tőrvívó.